# Солонин, Михаил Иванович
Михаил Иванович Соло́нин (27 октября 1944 — 13 января 2010) — российский учёный в области физикохимии и технологии материалов для ядерных реакторов, член-корреспондент Российской академии наук (1997).

## Биография

### Образование и научная работа
Михаил Иванович Солонин родился 27 октября 1944 года на станции Борзя Борзинского района Читинской области. После окончания школы он по стопам старшего брата Владимира поступил на энергомашиностроительный факультет МВТУ имени Н. Э. Баумана. По окончании МВТУ в 1968 году поступил на работу в НИИ-9, где прошёл путь от старшего техника до генерального директора, доктора технических наук, члена-корреспондента РАН, владел немецким языком.
В 1978 году защитил кандидатскую, а в 1991 году — докторскую диссертации по специальности «Ядерные энергетические установки». При непосредственном участии и под его научным руководством было достигнуто существенное улучшение ресурсных характеристик тепловыделяющих элементов транспортных реакторов при обеспечении все возрастающих требований по надёжности. В 1988 году приказом по Минсредмашу М. И. Солонин был назначен главным конструктором-технологом по твэлам корабельных активных зон. В 1997 году избран членом-корреспондентом Российской академии наук.
Солонин внёс значительный вклад в разработку материалов и технологий, методов конструирования и обоснования надёжности тепловыделяющих элементов для атомной техники. При его участии была проведена разработка твэлов нового поколения, позволившая улучшить технические характеристики транспортных ядерно-энергетических установок.
С 1991 года Солонин возглавлял научно-технический совет (НТС) ВНИИНМ, а с 1998 года — НТС № 4 Минатома России «Топливо и специальные ядерные материалы», в 2002—2004 годах был первым заместителем председателя НТС Минатома России, в 1993—2004 годах — председателем специализированных докторских диссертационных советов «Ядерные энергетические установки» и «Металловедение и термическая обработка металлов».
С 2002 по 2004 годы, работая в должности первого заместителя Министра по атомной энергии Российской Федерации, он содействовал развитию национальных технологий в области ЯТЦ. С 2004 г. — занимал должность научного руководителя ВНИИНМ.
Многие годы Солонин преподавал, был профессором МИФИ.

### Смерть
Михаил Иванович Солонин жил в Москве, он умер 13 января 2010 года, похоронен на Митинском кладбище в Москве.

### Семья
Михаил был младшим из трёх сыновей военного строителя Ивана Ивановича Солонина. Все они закончили МВТУ. Старший брат Владимир доктор технических наук, профессор, заслуженный деятель науки и техники РСФСР (1988), академик РАЕН, заведующий одной из кафедр ныне МГТУ им. Н. Э. Баумана. Средний брат Валентин также учёный, доктор технических наук, лауреат Государственной премии РФ работал в ЦИАМ.
Солонин был женат, в семье родилась дочь.

## Награды и звания
- Медаль За трудовую доблесть (1984)[3], другие правительственные награды и ведомственные знаки отличия
- Награждён медалями ВДНХ и Всемирного салона изобретений